# Paul Dahlman
Paul Dahlman, född 1733, död 13 augusti 1779, var en svensk porträttmålare.
Han var gift med en syster till Jakob Schultze och efterlämnade en dotter i Ryssland. Dahlman omnämns som elev till Johan Henrik Scheffel. Han utförde 1740 en midjebild av Johannes Kielmang som ställdes ut på Konstakademin i Stockholm 1917 i samband med att man visade äldre svenska porträtt. Dahlman är representerad vid bland annat Nationalmuseum.